# Acentroscelus albipes
Espèce
Acentroscelus albipes est une espèce d'araignées aranéomorphes de la famille des Thomisidae.

## Distribution
Cette espèce est endémique du Brésil.

## Description
Le mâle holotype mesure 3,2 mm et la femelle 3,4 mm.

## Publication originale
- Simon, 1886 : Espèces et genres nouveaux de la famille des Thomisisdae. Actes de la Société linnéenne de Bordeaux, vol. 40, p. 167-187 (texte intégral).